# جام افتخاری برتر اروگوئه
جام افتخاری برتر اروگوئه یا جام افتخاری اروگوئه یک رقابت بین‌المللی فوتبال دوستانه بود که بین تیم‌های ملی اروگوئه و آرژانتین برگزار می‌شد. همه بازیها در مونته ویدئو بین سال‌های ۱۹۱۱ تا ۱۹۲۴ در سیزده نوبت انجام شد.

## تاریخچه
خارج از مسابقات قهرمانی خانگی بریتانیا، دربی آرژانتین-اروگوئه یکی از قدیمی‌ترین بازی‌های فوتبال بین‌المللی است. در طول دهه‌های ۱۹۱۰ و ۱۹۲۰ آنها به طور منظم تا چهار بار در سال با یکدیگر بازی می‌کردند. علاوه بر مسابقات قهرمانی آمریکای جنوبی، جام افتخاری برتر اروگوئه یکی از چندین جامی بود که دو تیم ملی در این دوره به طور منظم برای آن رقابت می‌کردند. سایر مسابقات عبارتند از کوپا لیپتون، کوپا نیوتن و جام افتخاری برتر آرژانتین که در بوئنوس آیرس برگزار شد.

## لیست قهرمانان

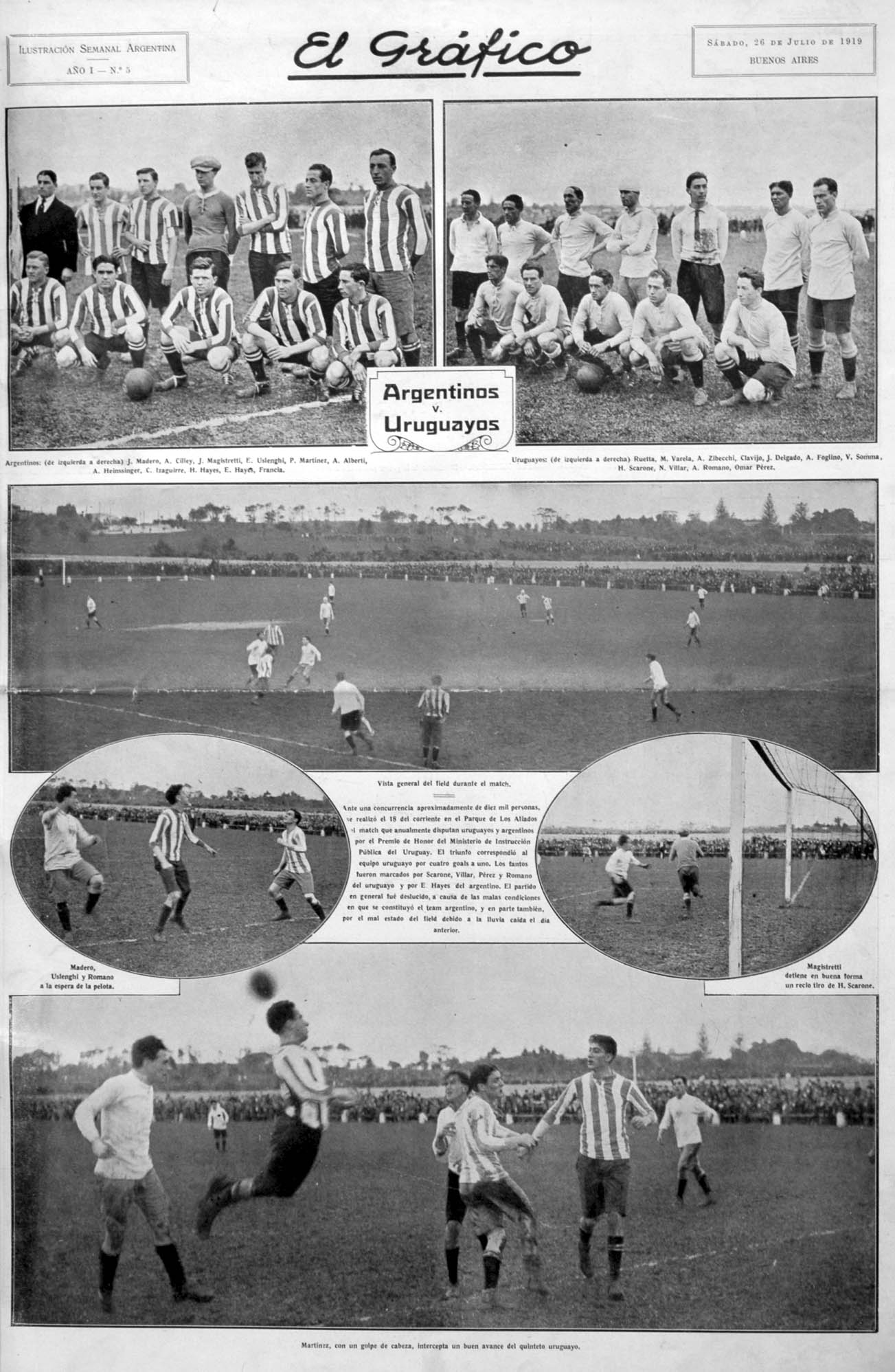
برخی از لحظات نسخه ۱۹۱۹، پوشش داده شده در ال گرافیکو

این لیست شامل تمامی نسخه‌های این تورنمنت می‌باشد.
| نسخه | سال  | قهرمان   | نتیجه | نایب قهرمان | ورزشگاه                  |
| ---- | ---- | -------- | ----- | ----------- | ------------------------ |
| ۱    | ۱۹۱۱ | اروگوئه  | ۱–۱   | آرژانتین    | ورزشگاه گران پارک سنترال |
| ۱    | ۱۹۱۱ | اروگوئه  | ۳–۰   | آرژانتین    | ورزشگاه گران پارک سنترال |
| ۲    | ۱۹۱۲ | اروگوئه  | ۳–۰   | آرژانتین    | ورزشگاه گران پارک سنترال |
| ۳    | ۱۹۱۳ | اروگوئه  | ۱–۰   | آرژانتین    | ورزشگاه گران پارک سنترال |
| ۴    | ۱۹۱۴ | اروگوئه  | ۳–۲   | آرژانتین    | ورزشگاه گران پارک سنترال |
| ۵    | ۱۹۱۵ | آرژانتین | ۳–۲   | اروگوئه     | ورزشگاه گران پارک سنترال |
| ۶    | ۱۹۱۶ | آرژانتین | ۱–۰   | اروگوئه     | ورزشگاه بلودره           |
| ۷    | ۱۹۱۷ | آرژانتین | ۲–۰   | اروگوئه     | ورزشگاه گران پارک سنترال |
| ۸    | ۱۹۱۸ | اروگوئه  | ۱–۱   | آرژانتین    | ورزشگاه پارک پریرا       |
| ۸    | ۱۹۱۸ | اروگوئه  | ۳–۱   | آرژانتین    | ورزشگاه پارک پریرا       |
| ۹    | ۱۹۱۹ | اروگوئه  | ۴–۱   | آرژانتین    | ورزشگاه پارک پریرا       |
| ۱۰   | ۱۹۲۰ | اروگوئه  | ۲–۰   | آرژانتین    | ورزشگاه گران پارک سنترال |
| ۱۱   | ۱۹۲۲ | اروگوئه  | ۱–۰   | آرژانتین    | ورزشگاه گران پارک سنترال |
| ۱۲   | ۱۹۲۳ | آرژانتین | ۲–۲   | اروگوئه     | ورزشگاه گران پارک سنترال |
| ۱۲   | ۱۹۲۳ | آرژانتین | ۲–۰   | اروگوئه     | ورزشگاه گران پارک سنترال |
| ۱۳   | ۱۹۲۴ | آرژانتین | ۳–۲   | اروگوئه     | ورزشگاه پاکیتوس          |